# Korozluky
Korozluky (německy Kollosoruk) jsou obec v okrese Most v Ústeckém kraji. Rozkládá se osm kilometrů jihovýchodně od města Mostu a protíná ji silnice I/15, která zajišťuje z Mostu spojení na Prahu. Korozluky mají spojení s Mostem pomocí autobusové linky MHD. Obcí protéká Korozlucký potok, který za osadou Sedlec ústí do říčky Srpiny. Území obce východně od silnice I/15 leží v CHKO České středohoří. Zde nad obcí vystupuje Jánský vrch. Žije zde 262 obyvatel.

## Název
Původní název vesnice Korosluci byl odvozen od lidí, kteří něco spojují pomocí kůry. V historických pramenech se jméno vsi objevuje ve tvarech: de Korozluk (1325), de Koroslok (1349), de Korozluk (1383, 1394), in Kolozruk (1396), zu Koruslog (1399), de Kolozruk (1403), in Kolozruciech (1408), in Corosluk (1410), in Korozlucziech (1412, 1464), kolozrucze (1575), Kolosroky (1585), Kollosoruk (1787), Kolosuruk (1846) a Kolozruky nebo německy Kolosoruk (1854).

## Historie
První písemná zmínka o vsi pochází z roku 1325, kdy byl jejím majitelem Petr z Korozluk. V roce 1408 se poprvé připomíná místní tvrz, kdy ves vlastnil Vchyna z Bělušic. Od vladyků z Bělušic získal ves s příslušenstvím v roce 1410 částečně cisterciácký klášter v Oseku a částečně bratrstvo Panny Marie a Božího těla v Mostě. V roce 1476 získal osecký klášter celou ves a vlastnil ji až do roku 1576, kdy se ves stala součástí statku Záluží u Mostu.

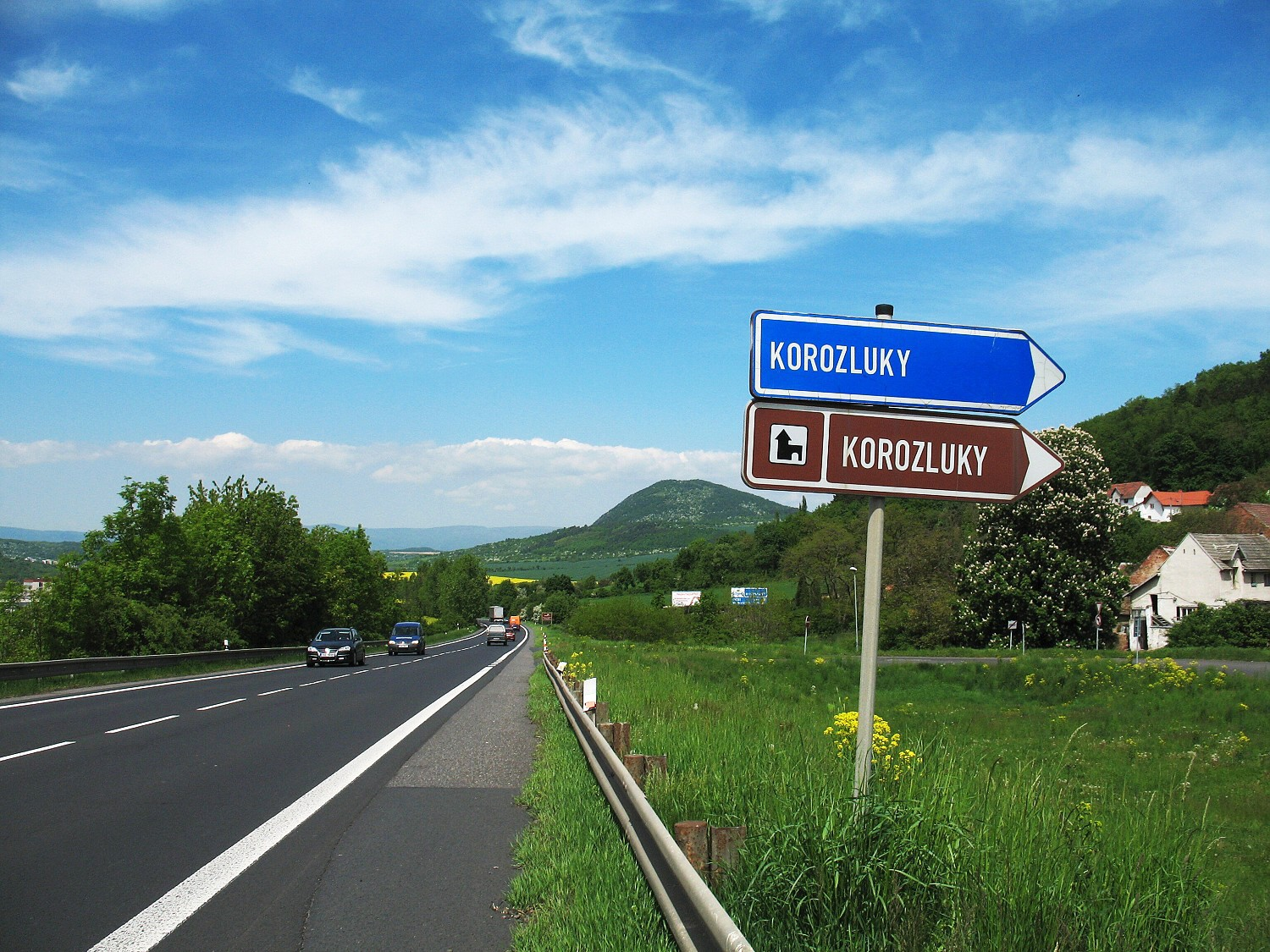
Odbočka do obce ze silnice I/15, v pozadí vrch Zlatník u Obrnic

V 17. století byla obec v majetku Hartyčů a Brunerů, v letech 1688–1786 patřila Rajským z Dubnice. Po zrušení náboženského bratrstva přešla část vsi do majetku města Mostu. Korozluky se staly samostatným statkem a na přelomu 18. a 19. století se jeho majitelé střídali. V roce 1850 se Korozluky staly osadou obce Vtelno a na počátku 20. století se staly samostatnou obcí. Škola byla v Sedlci a farní úřad v Lužici. Na počátku 20. století zde sídlil poštovní a telegrafní úřad.
Obyvatelstvo se živilo převážně zemědělstvím. U obce byl též lom na vápenec. Po roce 1948 bylo v obci založeno JZD a hospodařil zde též státní statek. Od roku 1959 zde existovalo zemědělské odborné učiliště, které bylo umístěno na korozluckém zámku, později bylo učiliště přeloženo do Podbořan. V roce 1960 se do té doby samostatná obec Sedlec se stala osadou Korozluk.
V šedesátých letech 20. století byl postaven zemědělský areál Státních statků Bílina pro opravy zemědělské techniky. Tento areál je dnes využíván soukromými firmami k průmyslové výrobě. V roce 1971 byla zprovozněna část komunikace č. 15 směrem na Prahu protínající Korozluky. Její součástí je i most u Sedlce přes železniční trať a Srpinu, který byl v letech 2008–2009 kompletně rekonstruován.

## Přírodní poměry

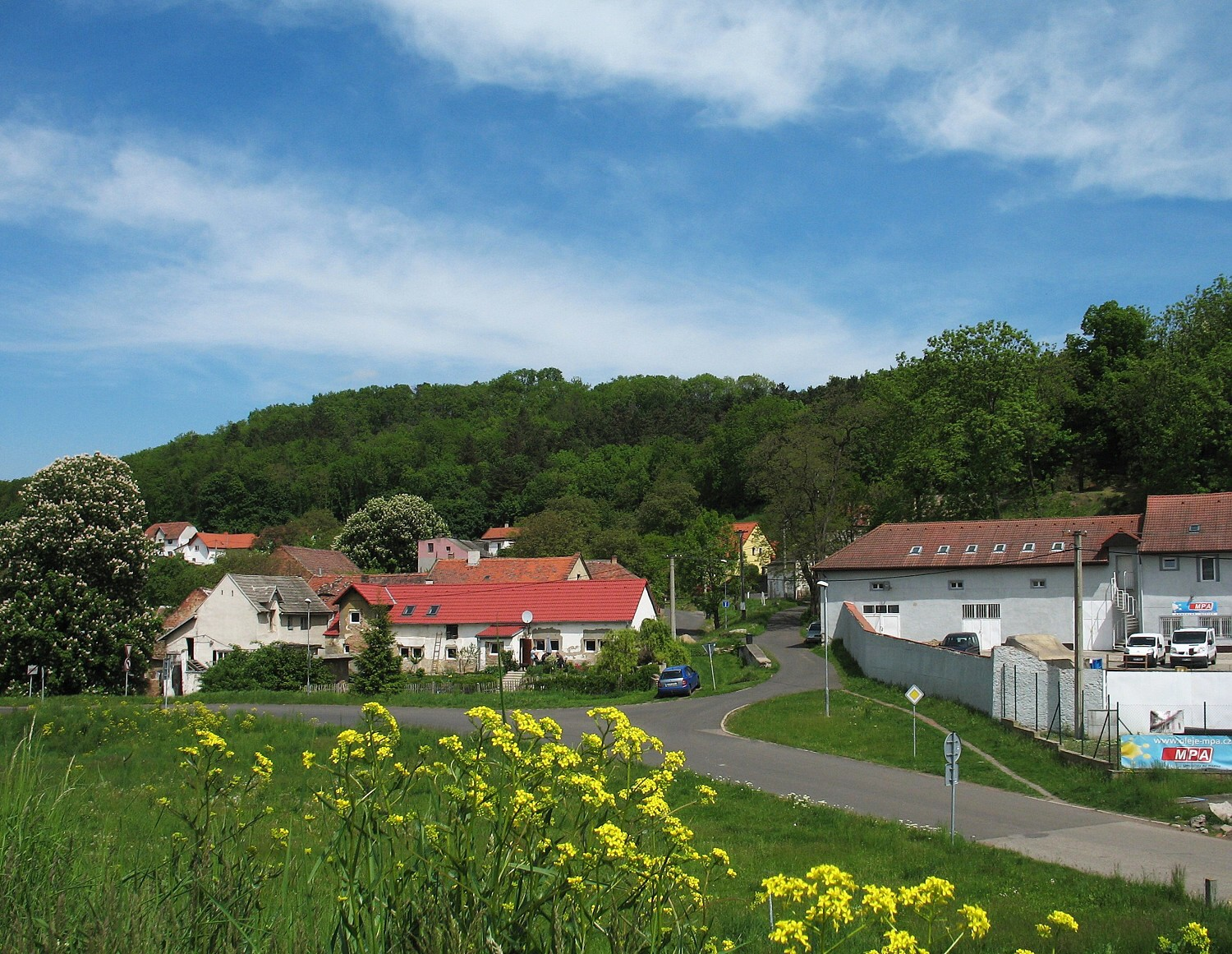
Jánský vrch je chráněný jako národní přírodní památka

Jižně od vesnice se nachází opuštěný drobný lom, v němž se ve druhé polovině 19. století příležitostně těžil spodnomiocénní sladkovodní vápenec. Hornina o mocnosti jedna až 1,5 metru je patrná v podloží svahovin v západní části lomu a místy obsahuje schránky plžů. Severovýchodně od Korozluk leží z větší části odtěžené ložisko porcelanitu. V jeho podloží jsou nevypálené jíly s nevyhořelou uhelnou slojí a svrchnokřídové zelenošedé prachové slíny. Na rozhraní křídy a terciérních hornin je patrná až dvacet centimetrů mocná vrstva silicifikovaného slínu. V minulosti těžený porcelanit tvoří směs hornin, v níž převažují červené vypálené jílovce, které se střídají s polohami hnědých a žlutých vypálených jílovců. V místech se zachovalou původní vrstevnatostí se vyskytují otisky terciérních rostlin. Vznik ložiska byl podmíněn erozní činností Korozluckého potoka, který obnažil uhelnou sloj, při jejímž následném požáru byly vypáleny starší sedimentární horniny.
V okolí Korozluk se vyskytují zdroje minerální vody podobné Zaječické hořké. Voda z vrtu na severovýchodním okraji vesnice podle rozboru z roku 1968 obsahovala 2,81 g·l−1 rozpuštěných minerálních látek (222 mg·l−1 vápníku, 239,55 mg·l−1 hořčíku, 114,25 mg·l−1 sodíku, 1117,6 mg·l−1 síranových iontů ad.).

## Obyvatelstvo
Při sčítání lidu v roce 1921 ve vsi žilo 298 obyvatel (z toho 161 mužů), z nichž bylo sedmdesát Čechoslováků, 210 Němců a osmnáct cizinců. Většina se hlásila k římskokatolické církvi, ale žilo zde také devět evangelíků, 54 členů církve československé, tři židé, patnáct příslušníků nezjišťovaných církví a šest lidí bez vyznání. Podle sčítání lidu z roku 1930 měla vesnice 381 obyvatel: sto Čechoslováků, 276 Němců, jeden příslušník jiné národnosti a čtyři cizinci. Z nich 361 patřilo k římskokatolické církvi, ale čtyři lidé byli evangelíky, dva členy československé církve, dva izraelské církve, tři lidé byli členy nezjišťovaných církví a devět jich bylo bez vyznání.
|                                                       | 1869 | 1880 | 1890 | 1900 | 1910 | 1921 | 1930 | 1950 | 1961 | 1970 | 1980 | 1991 | 2001 | 2011 |
| ----------------------------------------------------- | ---- | ---- | ---- | ---- | ---- | ---- | ---- | ---- | ---- | ---- | ---- | ---- | ---- | ---- |
| Obyvatelé                                             | 309  | 283  | 324  | 300  | 333  | 298  | 381  | 228  | 227  | 207  | 115  | 83   | 101  | 137  |
| Domy                                                  | 53   | 50   | 57   | 63   | 53   | 54   | 69   | 65   | 86   | 50   | 44   | 47   | 49   | 56   |
| Data z roku 1961 zahrnují i domy místní části Sedlec. |      |      |      |      |      |      |      |      |      |      |      |      |      |      |

## Obecní symboly
Korozluky získaly právo užívat obecní znak a vlajku na základě rozhodnutí předsedy Poslanecké sněmovny č. 51 ze dne 5. června 1998. Znak tvoří modrý štít, v němž vyrůstají ze zeleného návrší na zelených stoncích tři zlaté květy, každý o dvanácti okvětních lístcích (hlaváček jarní). List vlajky obsahuje sedm vodorovných pruhů, střídavě modrých a žlutých. Poměr šířky k délce listu je 2:3.

## Pamětihodnosti
- Socha na dolní návsi před dvorem
- Zámek Korozluky
- Kaple sv. Josefa v zámeckém parku
- Kopec Jánský vrch se stejnojmennou národní přírodní památkou.
- Zaniklý větrný mlýn

## Osobnosti
- Štěpán Pollach (1811–1886), ústřední ředitel arcibiskupských statků v Praze a poslanec Českého zemského sněmu

## Galerie

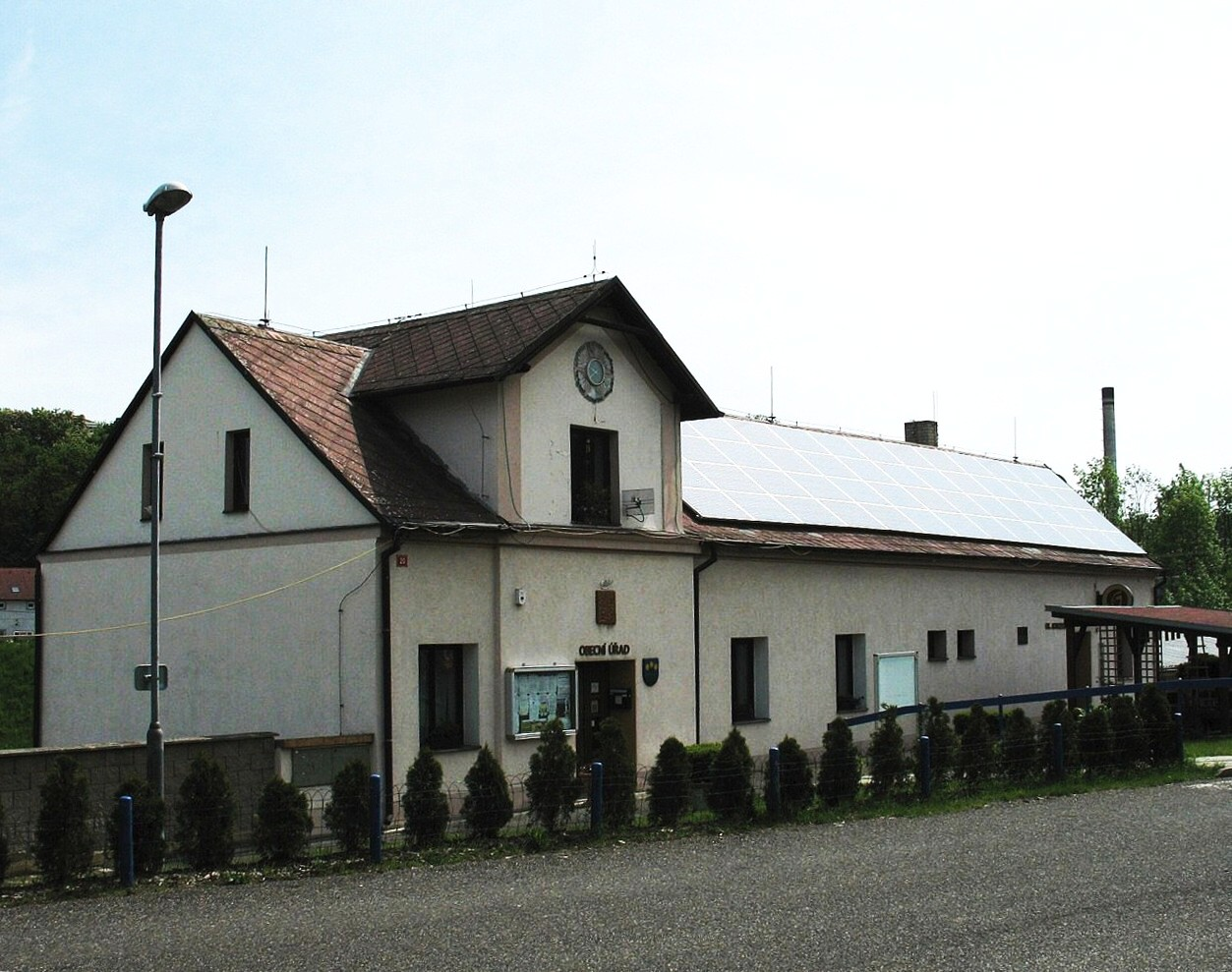
Obecní úřad
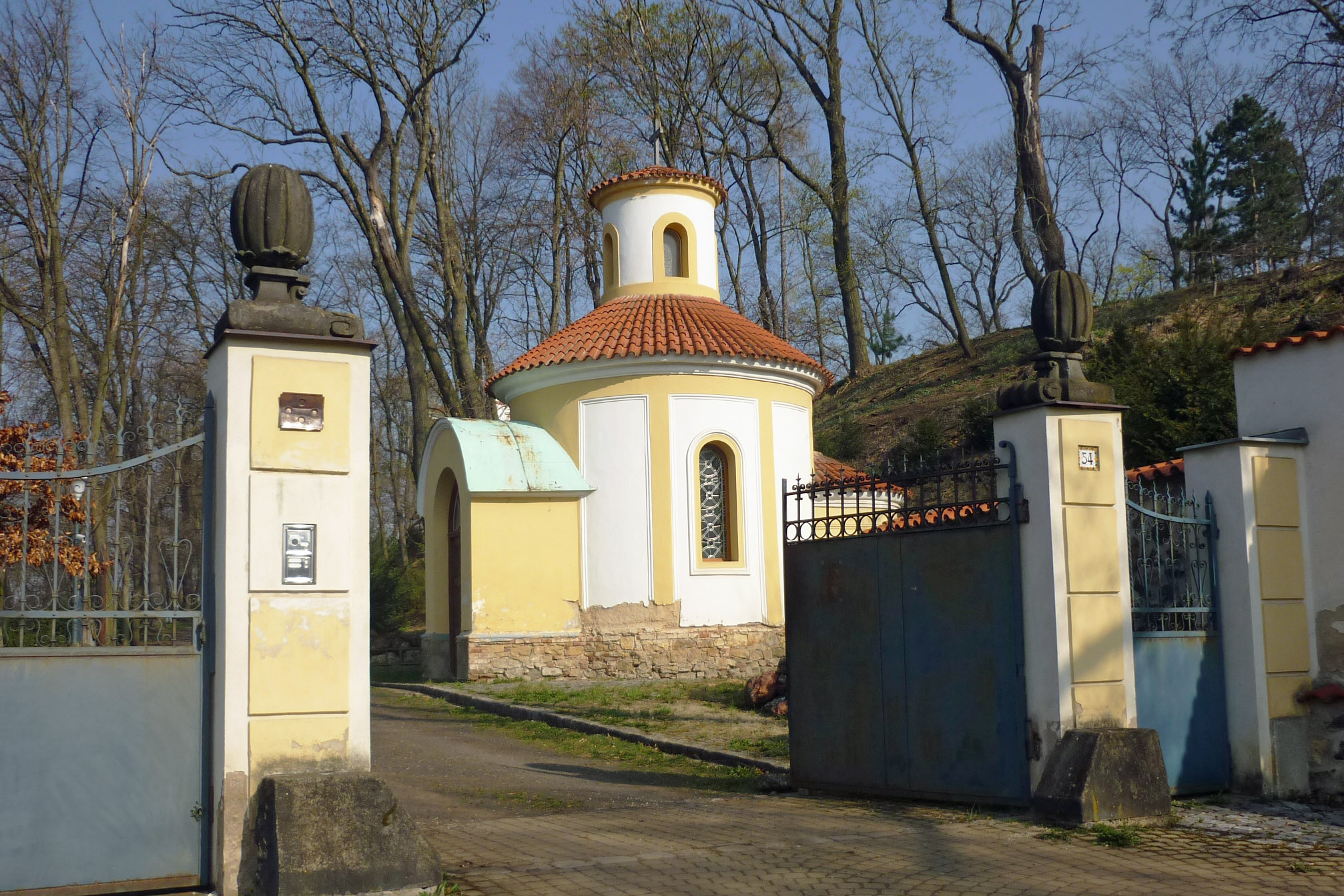
Kaple v zámeckém parku
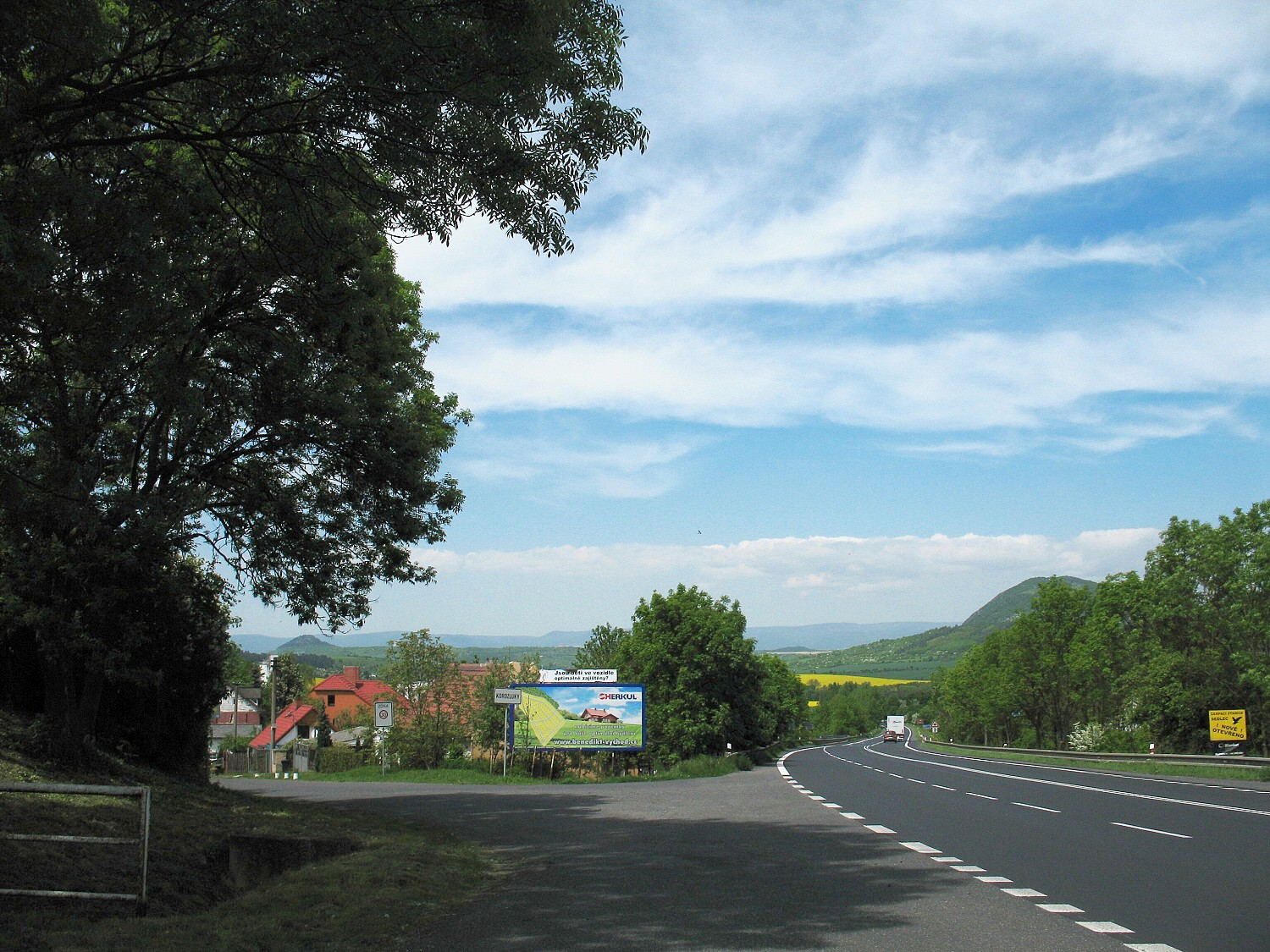
Průtak silnice I/15 obcá
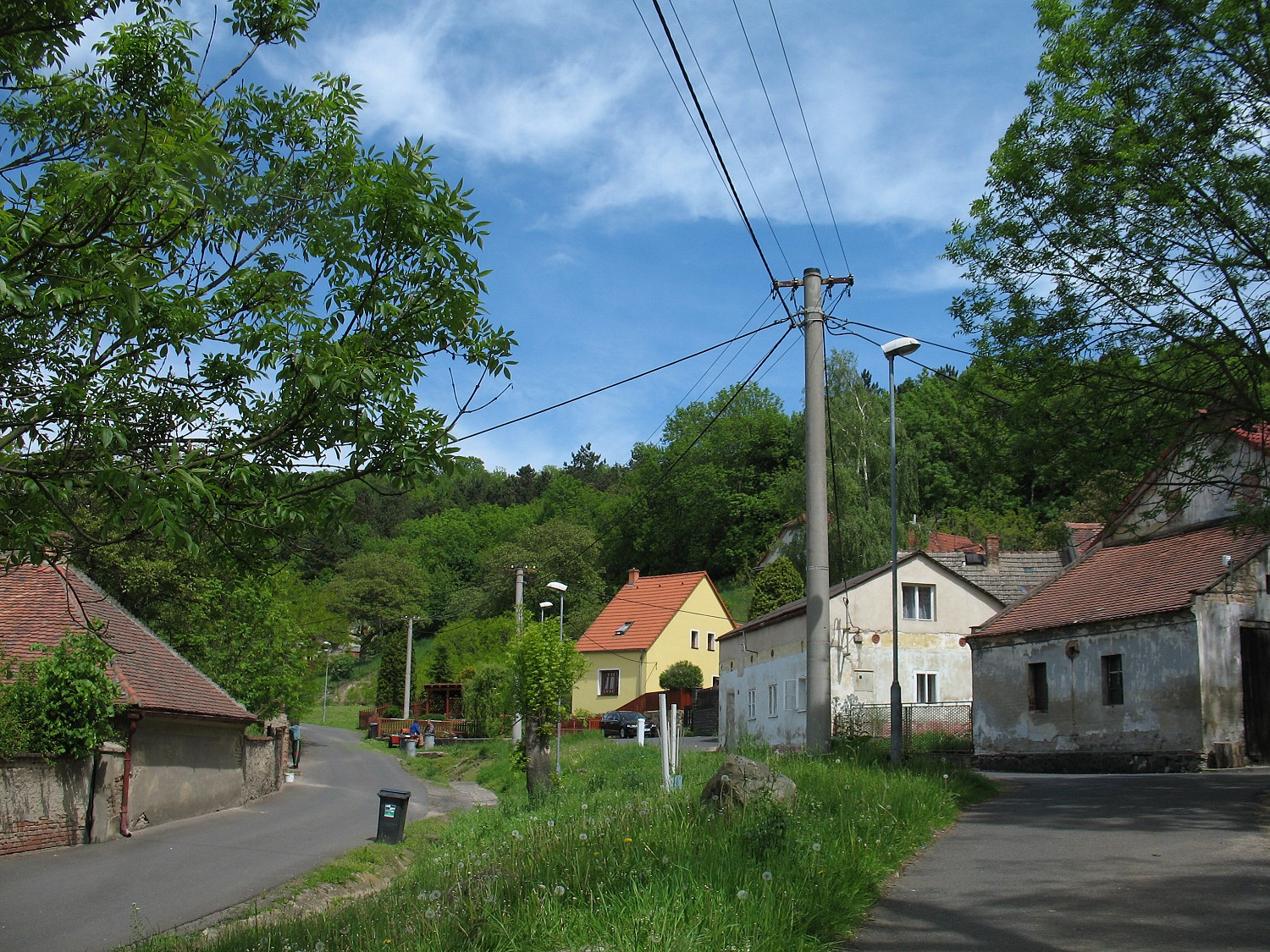
Domy pod Jánským vrchem
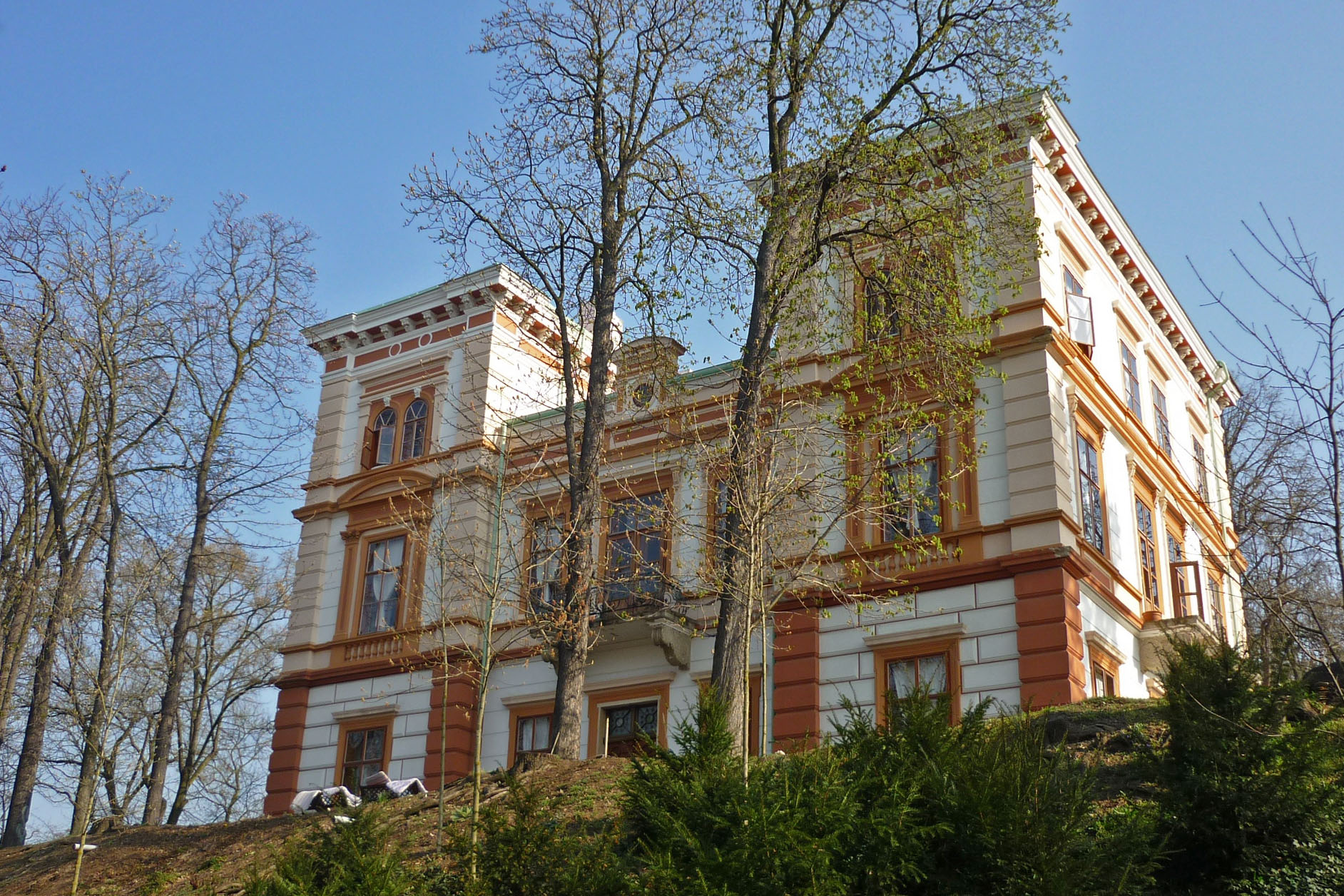
Zámek Korozluky